# Endoxoneura splendidula
Endoxoneura splendidula är en insektsart som först beskrevs av Henry Fairfield Osborn 1928.  Endoxoneura splendidula ingår i släktet Endoxoneura och familjen dvärgstritar.
Artens utbredningsområde är Bolivia. Inga underarter finns listade i Catalogue of Life.